# Гусиный лук малый
Гуси́ный лук ма́лый (лат. Gágea mínima) — вид однодольных цветковых растений рода Гусиный лук (Gagea) семейства Лилейные (Liliaceae).

## Ботаническое описание

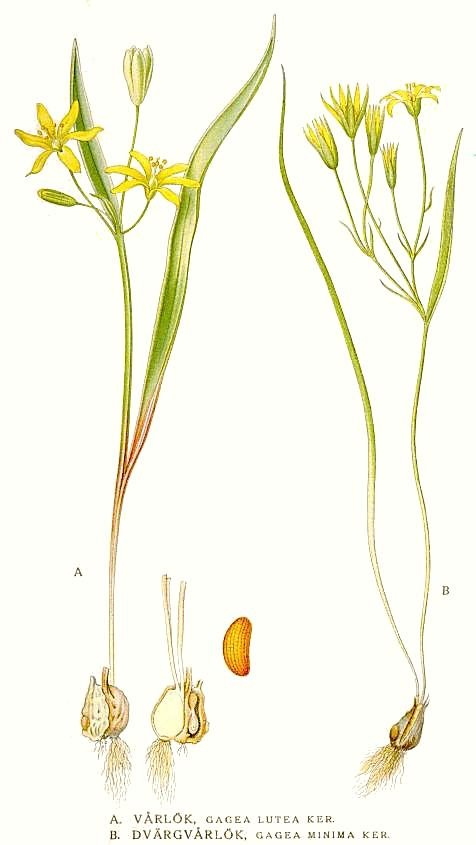
Сравнение гусиных луков малого (справа) и жёлтого.

Многолетнее невысокое (5–15 см) растение. Эфемероид. Вокруг взрослых цветущих растений обычно есть «щётки» молодых.
Луковичек две, они одеты общей желтоватой оболочкой (луковички неравного размера: одна из них более крупная, яйцевидной формы; другая мельче и почти шаровидная). Стебель выходит между луковицами.
Листьев два, из них один (прикорневой) линейный узкий желобчатый, около 3 мм шириной, по длине примерно равен стеблю или немного короче, а другой, придвинутый к соцветию, ланцетный, стеблеобъемлющий, 7—8 мм шириной, длинно-заострённый.
Цветков в соцветии от одного до семи. Прицветники линейные, листочки околоцветника острые, длиной 10—15 мм. Цветёт в апреле — мае.
Плод — обратно-овальная коробочка. Плодоносит в мае — июне. После плодоношения надземная часть отмирает.
При основании взрослой луковички обычно образуются большое количество маленьких, которые позволяют особи успешно размножаться вегетативно.

## Распространение и среда обитания

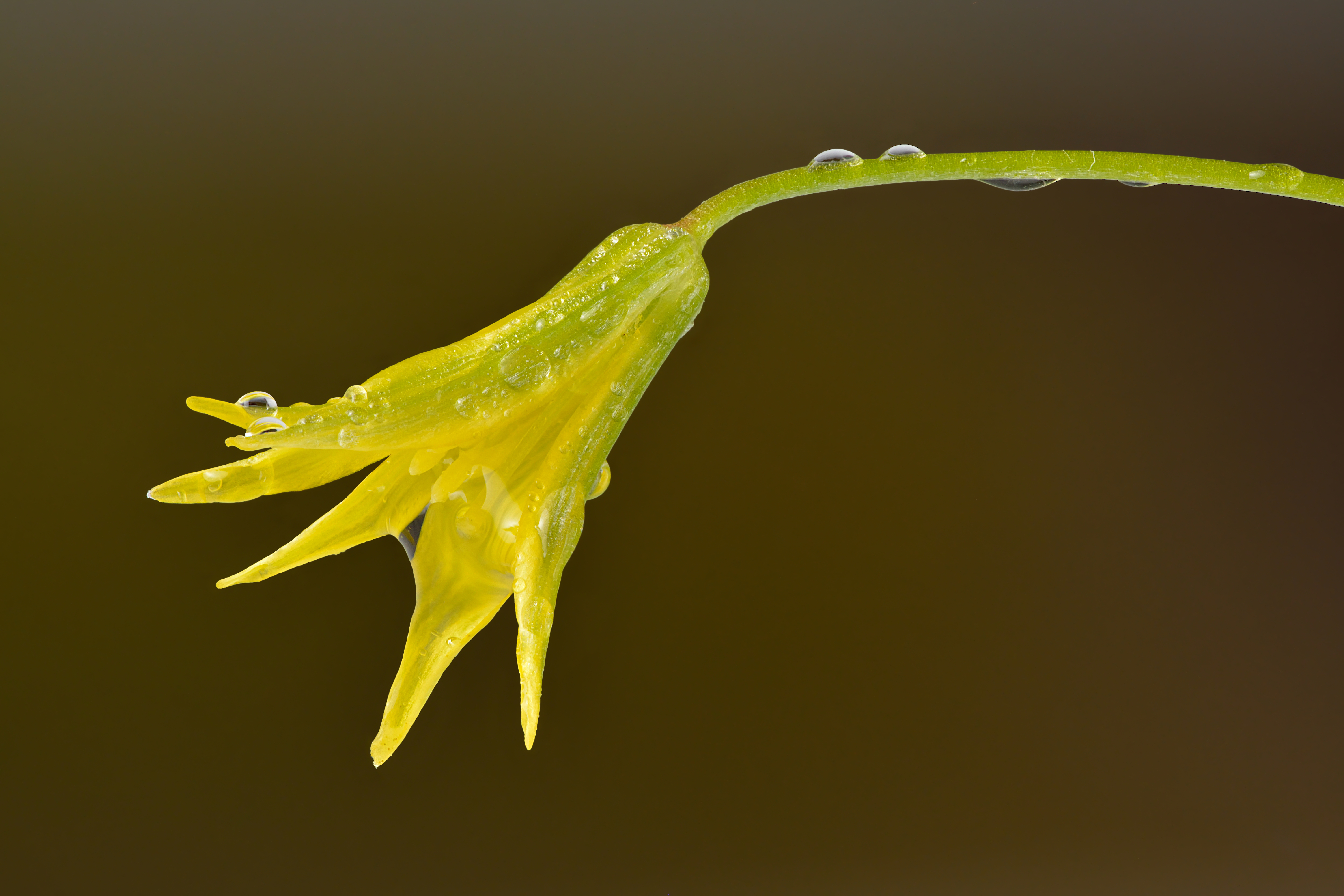
Цветок

Произрастает в Европе (практически повсеместно, за исключением приатлантической Европы и прилежащих к ней островов; наиболее распространён на Скандинавском полуострове), в Северной Африке и Малой Азии. Отмечен в Армении.
В России встречается в европейской части (кроме северных районов), на Северном Кавказе и в Западной Сибири. В центральной части России — повсеместно.
Растёт на открытых местах с несомкнутым растительным покровом и как сорное на пашнях, по травянистым и щебнистым склонам, лесным опушкам, пастбищам, берегам ручьёв и рек. Часто встречается в запущенных садах и парках.

### Охранный статус
Имеет наименьшие опасения в плане угрозы к исчезновению.
Внесён в Красную книгу Смоленской области (категория III).

## Хозяйственное значение и использование
Весной служит хорошим кормом для мелкого и крупного рогатого скота.
Листья можно употреблять в пищу как весеннюю зелень.

## Классификация

### Таксономическое положение
|  |                  |  |                    |                       |                   |  | класс Двудольные | класс Двудольные                         |                                          |  |  |  | ещё 9 семейств            | ещё 9 семейств            |  |  |  |  | ещё 200 видов | ещё 200 видов |
|  |                  |  |                    |                       |                   |  | класс Двудольные | класс Двудольные                         |                                          |  |  |  | ещё 9 семейств            | ещё 9 семейств            |  |  |  |  | ещё 200 видов | ещё 200 видов |
|  |                  |  |                    | отдел Покрытосеменные |                   |  |                  |                                          | порядок Лилиецветные (Liliales)          |  |  |  |                           | род Гусиный лук (Gagea )  |  |  |  |  |               |               |
|  |                  |  |                    | отдел Покрытосеменные |                   |  |                  |                                          | порядок Лилиецветные (Liliales)          |  |  |  |                           | род Гусиный лук (Gagea )  |  |  |  |  |               |               |
|  | царство Растения |  |                    |                       | класс Однодольные |  |                  |                                          | семейство Лилейные (Liliaceae)           |  |  |  | вид Гусиный лук малый     |                           |  |  |  |  |               |               |
|  | царство Растения |  |                    |                       |                   |  |                  |                                          |                                          |  |  |  |                           |                           |  |  |  |  |               |               |
|  |                  |  | отдел Голосеменные | отдел Голосеменные    |                   |  |                  | ещё 9 порядков (согласно Системе APG II) | ещё 9 порядков (согласно Системе APG II) |  |  |  | ещё 16 родов см. Лилейные | ещё 16 родов см. Лилейные |  |  |  |  |               |               |
|  |                  |  |                    | отдел Голосеменные    |                   |  |                  |                                          | ещё 9 порядков (согласно Системе APG II) |  |  |  |                           | ещё 16 родов см. Лилейные |  |  |  |  |               |               |

### Синонимы
Список основан на данных The Plant List.
- Gagea arvensis (Pers.) Dumort., nom. illeg.
- Gagea baumgarteniana  Schur
- Gagea callosa (Kit.) Schult. & Schult.f.
  - Gagea callosa var. alpina A.Terracc.
- Gagea minima var. albiflora V.J.Zinger
- Gagea minima var. calabra N.Terracc.
- Gagea minima var. callosa (Kit.) Nyman
- Gagea minima f. paradoxa Illitsch.
- Gagea minima f. robusta Piotr.
- Gagea minima f. rufula A.Terracc.
- Gagea stellaris Salisb., nom. illeg.
- Gagea sternbergii (Hoppe) Sweet
- Ornithogalum acutipetalum Herb. ex Schult. & Schult.f.
- Ornithogalum arvense Pers., nom. illeg.
- Ornithogalum callosum Kit.
- Ornithogalum gracile K.G.Hagen
- Ornithogalum minimum L.
- Ornithogalum minutum Pall.
- Ornithogalum pannonicum Chaix ex Vill.
- Ornithogalum proliferum Pall.
- Ornithogalum sternbergii Hoppe
- Ornithoxanthum arvense (Pers.) Link
- Ornithoxanthum gracile (K.G.Hagen) Link
- Ornithoxanthum minimum (L.) Link
- Ornithoxanthum sternbergii (Hoppe) Link
- Stellaris minima (L.) Moench
- Stellaster arvensis (Pers.) Kuntze (Pers.)
- Stellaster minimus (L.) Kuntze

|                                                                                               |  |  |
| Слева направо: на газоне (Керава, Финляндия); группа цветущих растений; цветок крупным планом |  |  |